# Hazelaarbladroller
De hazelaarbladroller (Pandemis corylana) is een vlinder uit de familie bladrollers (Tortricidae). De wetenschappelijke naam is  gepubliceerd in 1794 door Fabricius.
De soort komt voor in Europa.